# غلوريا لان
غلوريا لان (بالإنجليزية: Gloria Lane)‏ هي مغنية ومغنية أوبرا أمريكية، ولدت في 6 يونيو 1930.

## وصلات خارجية
- غلوريا لان على موقع IMDb (الإنجليزية)
- غلوريا لان على موقع ميوزك برينز (الإنجليزية)
- غلوريا لان على موقع قاعدة بيانات برودواي على الإنترنت (الإنجليزية)
- غلوريا لان على موقع ديسكوغز (الإنجليزية)